# Лопаткино
Лопа́ткино (рос. Лопаткино) — присілок у складі Подольського міського округу Московської області, Росія.

## Населення
Населення — 6 осіб (2010; 12 у 2002).
Національний склад (станом на 2002 рік):
- росіяни — 92 %